# Pseudodesmodora bipapillata
Pseudodesmodora bipapillata is een rondwormensoort uit de familie van de Desmodoridae. De wetenschappelijke naam van de soort is voor het eerst geldig gepubliceerd in 1967 door Gerlach.